# Shotter's Nation
Shotter's Nation er det andet album af det engelske indie rock-band Babyshambles og blev udgivet i Storbritannien den 1. oktober 2007 af Parlophone til generelt gode anmeldelser. I USA blev albummet udgivet den 23. oktober 2007 af Astralwerks. Albummets første single, "Delivery", blev udgivet den 17. september 2007.

## Singler
- Delivery
- You Talk
- French Dog Blues

## Numre
1. Carry on Up The Morning
2. Delivery
3. You Talk
4. UnBiloTitled
5. Side Of The Road
6. Crumb Begging Baghead
7. Unstookie Titled
8. French Dog Blues
9. There She Goes
10. Baddie's Boogie
11. Deft Left Hand
12. Lost Art Of Murder